# Virut
Virut — ботнет польского происхождения размером примерно 308 000 устройств. Появился как минимум в 2006 году. На четверть из них Virut также скачал Waledac.D. Способен заражать файлы на устройствах. Наибольшее распространение ботнет получил в Египте, Индийском субконтиненте, Индонезии и Иране. Как сообщает Лаборатория Касперского, в третьей четверти 2012 года Virut был ответственен за 5,5 % всех заражений вредоносным ПО.
В середине ноября 2012 года серверы Virut перестали отвечать на запросы.

## Схема работы ботнета
Virut распространяется через уязвимости в веб-браузерах и вредоносные страницы. Файл, через который происходит заражение, является полиморфным и зашифрованным, его размер составляет 5128 байт. Он использует польские домены, среди них наиболее известны irc.zief.pl и proxim.ircgalaxy.pl. Он способен заражать файлы с расширениями .html, .exe и .scr, вставляя в них свой код, могут быть заражены и некоторые другие виды файлов. При этом игнорируются файлы, содержащие в названии одну из строк: «PSTO», «WC32», «WCUN» или «WINC». Он также может скачивать определённые скрипты и файлы из Интернета.